# Hunter (wieś)
Hunter – wieś w Stanach Zjednoczonych, w stanie Nowy Jork, w hrabstwie Genesee.